# Liga de Campeones de la AFC 2009
La Liga de Campeones de la AFC 2009 fue la 28.ª edición de la Liga de Campeones de la AFC, solo la juegan clubes de los países afiliados a la AFC. El ganador de esta edición participará en la Copa Mundial de Clubes 2009 a celebrarse en Emiratos Árabes Unidos, a finales de año, en caso de ser campeón de esta edición un equipo de Emiratos Árabes Unidos, el segundo mejor colocado en el torneo clasificaría a la Copa Mundial de Clubes 2009, junto con el campeón, debido a que no se aceptan más de dos representantes por país en la Copa.
Para esta edición, los participantes se incrementan a 35 clubes participantes, 5 de esos equipos se enfrentan en eliminatorias para definir a los dos clubes que clasificarán a la fase de grupos.
El 5 de noviembre del 2008 se anunció oficialmente que la compañía de telecomunicaciones de Catar, Qtel sería el patrocinador oficial de esta competición desde la edición de 2009 hasta la edición de 2012.

## Participantes por asociación
| Zona Oeste Asiático | Zona Oeste Asiático    | Zona Oeste Asiático | Zona Oeste Asiático  | Zona Oeste Asiático  | Zona Oeste Asiático  | Zona Oeste Asiático | Zona Oeste Asiático |
| Asociación          | Asociación             | Puntos              | AFC Champions League | AFC Champions League | AFC Champions League | AFC Cup             | AFC President's Cup |
| Asociación          | Asociación             | Puntos              | Fase de Grupos       | Ronda Play-Off       | Ronda Previa         | Fase de Grupos      | Fase de Grupos      |
| ------------------- | ---------------------- | ------------------- | -------------------- | -------------------- | -------------------- | ------------------- | ------------------- |
| 1                   | Arabia Saudíta         | 365                 | 4                    |                      |                      |                     |                     |
| 2                   | Emiratos Árabes Unidos | 356                 | 3                    | 1                    |                      |                     |                     |
| 3                   | Irán                   | 340                 | 4                    |                      |                      |                     |                     |
| 4                   | Uzbekistán             | 289                 | 2                    |                      |                      | 1                   |                     |
| 5                   | Catar                  | 270                 | 2                    |                      |                      |                     |                     |
| 6                   | India                  | 202                 |                      | 1                    |                      | 1                   |                     |
| 7                   | Líbano                 | -                   |                      |                      |                      | 2+1                 |                     |
| 8                   | Baréin                 | -                   |                      |                      |                      | 2                   |                     |
| 9                   | Irak                   | -                   |                      |                      |                      | 2                   |                     |
| 10                  | Jordania               | -                   |                      |                      |                      | 2                   |                     |
| 11                  | Kuwait                 | -                   |                      |                      |                      | 2                   |                     |
| 12                  | Omán                   | -                   |                      |                      |                      | 2                   |                     |
| 13                  | Siria                  | -                   |                      |                      |                      | 2                   |                     |
| 14                  | Yemen                  | -                   |                      |                      |                      | 2                   |                     |
| 15                  | Bután                  | -                   |                      |                      |                      |                     | 1                   |
| 16                  | Kirguistán             | -                   |                      |                      |                      |                     | 1                   |
| 17                  | Nepal                  | -                   |                      |                      |                      |                     | 1                   |
| 18                  | Pakistán               | -                   |                      |                      |                      |                     | 1                   |
| 19                  | Sri Lanka              | -                   |                      |                      |                      |                     | 1                   |
| 20                  | Tayikistán             | -                   |                      |                      |                      |                     | 1                   |
| 21                  | Turkmenistán           | -                   |                      |                      |                      |                     | 1                   |
| 22                  | Afganistán             | -                   |                      |                      |                      |                     | 0                   |
| 23                  | Palestina              | -                   |                      |                      |                      |                     | 0                   |
| Total Participantes | Total Participantes    | Total Participantes | 15                   | 2                    | 0                    | 19+1                | 7                   |
| Total Participantes | Total Participantes    | Total Participantes | 17                   | 17                   | 17                   | 20                  | 7                   |

- El perdedor de la Ronda de Play-Off de la Liga de Campeones de la AFC pasaron a la fase de grupos de la AFC
- Líbano era elegible para la Liga de Campeones de la AFC por tener al subcampeón vigente de la Copa pero no tenía las licencias requeridas por lo que su cupo extra pasó a la Copa AFC
- Baréin era elegible para la Liga de Campeones de la AFC por tener al campeón vigente de la Copa pero no tenía las licencias requeridas por lo que su cupo pasó a la Copa AFC
- Afganistán y Palestina eran elegibles para la Copa Presidente de la AFC pero desistieron su participación
- Bután geográficamente pertenece a la Zona Este

| Zona Este Asiático  | Zona Este Asiático  | Zona Este Asiático  | Zona Este Asiático   | Zona Este Asiático   | Zona Este Asiático   | Zona Este Asiático | Zona Este Asiático  |
| Asociación          | Asociación          | Puntos              | AFC Champions League | AFC Champions League | AFC Champions League | AFC Cup            | AFC President's Cup |
| Asociación          | Asociación          | Puntos              | Fase de Grupos       | Ronda Play-Off       | Ronda Previa         | Fase de Grupos     | Fase de Grupos      |
| ------------------- | ------------------- | ------------------- | -------------------- | -------------------- | -------------------- | ------------------ | ------------------- |
| 1                   | Japón               | 470                 | 4                    |                      |                      |                    |                     |
| 2                   | República de Corea  | 441                 | 4                    |                      |                      |                    |                     |
| 3                   | China               | 431                 | 4                    |                      |                      |                    |                     |
| 4                   | Australia           | 343                 | 2                    |                      |                      |                    |                     |
| 5                   | Indonesia           | 296                 | 1                    | 1                    |                      |                    |                     |
| 6                   | Singapur            | 279                 |                      |                      | 1                    | 1                  |                     |
| 7                   | Tailandia           | 221                 |                      |                      | 1                    | 1                  |                     |
| 8                   | Vietnam             | 191                 |                      |                      |                      | 2                  |                     |
| 9                   | Hong Kong           | -                   |                      |                      |                      | 2                  |                     |
| 10                  | Malasia             | -                   |                      |                      |                      | 2                  |                     |
| 11                  | Maldivas            | -                   |                      |                      |                      | 2                  |                     |
| 12                  | Bangladés           | -                   |                      |                      |                      |                    | 1                   |
| 13                  | Birmania            | -                   |                      |                      |                      |                    | 1                   |
| 14                  | Camboya             | -                   |                      |                      |                      |                    | 1                   |
| 15                  | Taiwán              | -                   |                      |                      |                      |                    | 1                   |
| 16                  | Brunéi Darussalam   | -                   |                      |                      |                      |                    | 0                   |
| 17                  | Filipinas           | -                   |                      |                      |                      |                    | 0                   |
| 18                  | Guam                | -                   |                      |                      |                      |                    | 0                   |
| 19                  | Laos                | -                   |                      |                      |                      |                    | 0                   |
| 20                  | Macao               | -                   |                      |                      |                      |                    | 0                   |
| 21                  | Mongolia            | -                   |                      |                      |                      |                    | 0                   |
| 22                  | RPD Corea           | -                   |                      |                      |                      |                    | 0                   |
| 23                  | Timor Oriental      | -                   |                      |                      |                      |                    | 0                   |
| Total Participantes | Total Participantes | Total Participantes | 15                   | 1                    | 2                    | 10+2               | 4                   |
| Total Participantes | Total Participantes | Total Participantes | 18                   | 18                   | 18                   | 12                 | 4                   |

- Los dos perdedores de la Ronda de Play-Off y Ronda Previa de la Liga de Campeones de la AFC pasaron a la fase de grupos de la AFC
- Vietnam era elegible para la Liga de Campeones de la AFC pero no tenía las licencias requeridas por lo que su cupo pasó a la Copa AFC
- Brunéi Darussalam, Filipinas, Guam, Laos, Macao, Mongolia RPD Corea y Timor Oriental eran elegibles para la Copa Presidente de la AFC pero desistieron su participación
- Maldivas geográficamente pertenece a la Zona Oeste

## Ronda Clasificatoria
| Equipo 1                | Resultado               | Equipo 2                |
| Semifinal Asia Oriental | Semifinal Asia Oriental | Semifinal Asia Oriental |
| ----------------------- | ----------------------- | ----------------------- |
| PEA                     | 1-4 (t. s.)             | SAF FC                  |
| Final Asia Oriental     |                         |                         |
| SAF FC                  | 2-1 (t. s.)             | PSMS Medan              |
| Final Medio Oriente     |                         |                         |
| Sharjah                 | 3-0                     | Dempo                   |

## Fase de grupos

### Grupo A
| Pos. | Equipo    | Pts. | PJ | G | E | P | GF | GC | Dif. | Clasificación |     | HIL | PAK | SAB | AHL |
| ---- | --------- | ---- | -- | - | - | - | -- | -- | ---- | ------------- | --- | --- | --- | --- | --- |
| 1    | Al-Hilal  | 14   | 6  | 4 | 2 | 0 | 10 | 4  | +6   | Segunda fase  |     | —   | 2–0 | 1–1 | 2–1 |
| 2    | Pakhtakor | 13   | 6  | 4 | 1 | 1 | 9  | 5  | +4   | Segunda fase  |     | 1–1 | —   | 2–1 | 2–0 |
| 3    | Saba Qom  | 5    | 6  | 1 | 2 | 3 | 7  | 9  | −2   |               |     | 0–1 | 1–2 | —   | 0–0 |
| 4    | Al-Ahli   | 1    | 6  | 0 | 1 | 5 | 6  | 14 | −8   |               | 1–3 | 0–2 | 3–5 | —   |     |

 Fuente: WorldFootball.net

### Grupo B
| Pos. | Equipo     | Pts. | PJ | G | E | P | GF | GC | Dif. | Clasificación |  | PRS | SHB | GHA | SHA |
| ---- | ---------- | ---- | -- | - | - | - | -- | -- | ---- | ------------- |  | --- | --- | --- | --- |
| 1    | Persepolis | 7    | 4  | 2 | 1 | 1 | 5  | 6  | −1   | Segunda fase  |  | —   | 1–0 | 3–1 | 3–1 |
| 2    | Al-Shabab  | 7    | 4  | 2 | 1 | 1 | 4  | 2  | +2   | Segunda fase  |  | 0–0 | —   | 1–0 | 5–0 |
| 3    | Al-Gharafa | 3    | 4  | 1 | 0 | 3 | 7  | 8  | −1   |               |  | 5–1 | 1–3 | —   |     |
| 4    | Sharjah    | 0    | 0  | 0 | 0 | 0 | 0  | 0  | 0    | Abandonó      |  |     | 1–3 | 0–2 | —   |

 Fuente: WorldFootball.net
Notas:
1. ↑  El Sharjah fue encontrado culpable de alinear al jugador inelegible Abdelaziz Mohamed Al Mazam en el partido ante el Al Shabab de Arabia Saudita el 8.4.09. Por lo tanto, el Al Sharjah fue multado con USD 4000 y la victoria le fue acreaditada al Al Shabab por marcador de 3-0.[1]
2. ↑  Sharjah abandonó el torneo a falta de dos partidos para finalizar la fase de grupos. Sus resultados fueron anulados.[2]

### Grupo C
| Pos. | Equipo     | Pts. | PJ | G | E | P | GF | GC | Dif. | Clasificación |     | ITT | UMS | JAZ | EST |
| ---- | ---------- | ---- | -- | - | - | - | -- | -- | ---- | ------------- | --- | --- | --- | --- | --- |
| 1    | Al-Ittihad | 12   | 6  | 3 | 3 | 0 | 14 | 4  | +10  | Segunda fase  |     | —   | 7–0 | 1–1 | 2–1 |
| 2    | Umm-Salal  | 8    | 6  | 2 | 2 | 2 | 6  | 13 | −7   | Segunda fase  |     | 1–3 | —   | 2–2 | 1–0 |
| 3    | Al-Jazira  | 5    | 6  | 0 | 5 | 1 | 6  | 7  | −1   |               |     | 0–0 | 0–1 | —   | 2–2 |
| 4    | Esteghlal  | 4    | 6  | 0 | 4 | 2 | 6  | 8  | −2   |               | 1–1 | 1–1 | 1–1 | —   |     |

 Fuente: WorldFootball.net

### Grupo D
| Pos. | Equipo     | Pts. | PJ | G | E | P | GF | GC | Dif. | Clasificación |     | ETT | BUN | SEP | SHB |
| ---- | ---------- | ---- | -- | - | - | - | -- | -- | ---- | ------------- | --- | --- | --- | --- | --- |
| 1    | Al-Ettifaq | 12   | 6  | 4 | 0 | 2 | 15 | 8  | +7   | Segunda fase  |     | —   | 4–0 | 2–1 | 4–1 |
| 2    | Bunyodkor  | 8    | 6  | 2 | 2 | 2 | 5  | 9  | −4   | Segunda fase  |     | 2–1 | —   | 2–2 | 0–0 |
| 3    | Sepahan    | 7    | 6  | 2 | 1 | 3 | 9  | 7  | +2   |               |     | 3–0 | 0–1 | —   | 2–0 |
| 4    | Al-Shabab  | 7    | 6  | 2 | 1 | 3 | 6  | 11 | −5   |               | 1–4 | 2–0 | 2–1 | —   |     |

 Fuente: WorldFootball.net

### Grupo E
| Pos. | Equipo                 | Pts. | PJ | G | E | P | GF | GC | Dif. | Clasificación |     | NAG | NEW | ULS | BEI |
| ---- | ---------------------- | ---- | -- | - | - | - | -- | -- | ---- | ------------- | --- | --- | --- | --- | --- |
| 1    | Nagoya Grampus         | 12   | 6  | 3 | 3 | 0 | 10 | 4  | +6   | Segunda fase  |     | —   | 1–1 | 4–1 | 0–0 |
| 2    | Newcastle Jets         | 10   | 6  | 3 | 1 | 2 | 6  | 5  | +1   | Segunda fase  |     | 0–1 | —   | 2–0 | 2–1 |
| 3    | Ulsan Hyundai Horang-i | 6    | 6  | 2 | 0 | 4 | 4  | 10 | −6   |               |     | 1–3 | 0–1 | —   | 1–0 |
| 4    | Beijing Guoan          | 5    | 6  | 1 | 2 | 3 | 4  | 5  | −1   |               | 1–1 | 2–0 | 0–1 | —   |     |

 Fuente: WorldFootball.net

### Grupo F
| Pos. | Equipo          | Pts. | PJ | G | E | P | GF | GC | Dif. | Clasificación |     | OSA | SEO | SHA | SRI |
| ---- | --------------- | ---- | -- | - | - | - | -- | -- | ---- | ------------- | --- | --- | --- | --- | --- |
| 1    | Gamba Osaka     | 15   | 6  | 5 | 0 | 1 | 17 | 4  | +13  | Segunda fase  |     | —   | 1–2 | 3–0 | 5–0 |
| 2    | FC Seoul        | 10   | 6  | 3 | 1 | 2 | 14 | 11 | +3   | Segunda fase  |     | 2–4 | —   | 1–1 | 5–1 |
| 3    | Shandong Luneng | 7    | 6  | 2 | 1 | 3 | 10 | 9  | +1   |               |     | 0–1 | 2–0 | —   | 5–0 |
| 4    | Sriwijaya       | 3    | 6  | 1 | 0 | 5 | 7  | 24 | −17  |               | 0–3 | 2–4 | 4–2 | —   |     |

 Fuente: WorldFootball.net

### Grupo G
| Pos. | Equipo                  | Pts. | PJ | G | E | P | GF | GC | Dif. | Clasificación |     | KAS | SUW | SHA | SAF |
| ---- | ----------------------- | ---- | -- | - | - | - | -- | -- | ---- | ------------- | --- | --- | --- | --- | --- |
| 1    | Kashima Antlers         | 13   | 6  | 4 | 1 | 1 | 16 | 6  | +10  | Segunda fase  |     | —   | 3–0 | 2–0 | 5–0 |
| 2    | Suwon Samsung Bluewings | 12   | 6  | 4 | 0 | 2 | 12 | 8  | +4   | Segunda fase  |     | 4–1 | —   | 2–1 | 3–1 |
| 3    | Shanghai Shenhua        | 8    | 6  | 2 | 2 | 2 | 9  | 8  | +1   |               |     | 1–1 | 2–1 | —   | 4–1 |
| 4    | Singapore Armed Forces  | 1    | 6  | 0 | 1 | 5 | 4  | 19 | −15  |               | 1–4 | 0–2 | 1–1 | —   |     |

 Fuente: WorldFootball.net

### Grupo H
| Pos. | Equipo                 | Pts. | PJ | G | E | P | GF | GC | Dif. | Clasificación |     | POH | KAW | TIA | CCM |
| ---- | ---------------------- | ---- | -- | - | - | - | -- | -- | ---- | ------------- | --- | --- | --- | --- | --- |
| 1    | Pohang Steelers        | 12   | 6  | 3 | 3 | 0 | 7  | 3  | +4   | Segunda fase  |     | —   | 1–1 | 1–0 | 3–2 |
| 2    | Kawasaki Frontale      | 10   | 6  | 3 | 1 | 2 | 10 | 7  | +3   | Segunda fase  |     | 0–2 | —   | 1–0 | 2–1 |
| 3    | Tianjin Teda           | 8    | 6  | 2 | 2 | 2 | 6  | 5  | +1   |               |     | 0–0 | 3–1 | —   | 2–2 |
| 4    | Central Coast Mariners | 2    | 6  | 0 | 2 | 4 | 5  | 13 | −8   |               | 0–0 | 0–5 | 0–1 | —   |     |

 Fuente: WorldFootball.net

## Segunda fase
|  | Octavos de final          | Octavos de final          | Octavos de final          |                         |                   | Cuartos de final       | Cuartos de final       | Cuartos de final       | Cuartos de final       |  |                 | Semifinales        | Semifinales        | Semifinales        | Semifinales        |  |            | Final          | Final          | Final          |  |
|  | 26 de mayo al 24 de junio | 26 de mayo al 24 de junio | 26 de mayo al 24 de junio |                         |                   | 23 al 30 de septiembre | 23 al 30 de septiembre | 23 al 30 de septiembre | 23 al 30 de septiembre |  |                 | 21 y 28 de octubre | 21 y 28 de octubre | 21 y 28 de octubre | 21 y 28 de octubre |  |            | 7 de noviembre | 7 de noviembre | 7 de noviembre |  |
|  |                           |                           |                           |                         |                   |                        |                        |                        |                        |  |                 |                    |                    |                    |                    |  |            |                |                |                |  |
|  |                           |                           |                           |                         |                   |                        |                        |                        |                        |  |                 |                    |                    |                    |                    |  |            |                |                |                |  |
|  | Al-Ettifaq                | Al-Ettifaq                | 1                         |                         |                   |                        |                        |                        |                        |  |                 |                    |                    |                    |                    |  |            |                |                |                |  |
|  | Al-Ettifaq                | Al-Ettifaq                | 1                         |                         |                   |                        |                        |                        |                        |  |                 |                    |                    |                    |                    |  |            |                |                |                |  |
|  | Pakhtakor                 | Pakhtakor                 | 2                         |                         |                   |                        |                        |                        |                        |  |                 |                    |                    |                    |                    |  |            |                |                |                |  |
|  | Pakhtakor                 | Pakhtakor                 | 2                         |                         | Pakhtakor         | Pakhtakor              | 1                      | 0                      |                        |  |                 |                    |                    |                    |                    |  |            |                |                |                |  |
|  |                           |                           |                           |                         | Pakhtakor         | Pakhtakor              | 1                      | 0                      |                        |  |                 |                    |                    |                    |                    |  |            |                |                |                |  |
|  |                           |                           | Al-Ittihad                | Al-Ittihad              | 1                 | 4                      |                        |                        |                        |  |                 |                    |                    |                    |                    |  |            |                |                |                |  |
|  | Al-Ittihad                | Al-Ittihad                | Al-Ittihad                | Al-Ittihad              | 1                 | 4                      | 2                      |                        |                        |  |                 |                    |                    |                    |                    |  |            |                |                |                |  |
|  | Al-Ittihad                | Al-Ittihad                |                           |                         |                   |                        |                        |                        |                        |  |                 |                    |                    |                    |                    |  |            |                |                |                |  |
|  | Al-Shabab                 | Al-Shabab                 | 1                         |                         |                   |                        |                        |                        |                        |  |                 |                    |                    |                    |                    |  |            |                |                |                |  |
|  | Al-Shabab                 | Al-Shabab                 | 1                         |                         |                   |                        |                        |                        |                        |  | Al-Ittihad      | Al-Ittihad         | 6                  | 2                  |                    |  |            |                |                |                |  |
|  |                           |                           |                           |                         |                   |                        |                        |                        |                        |  | Al-Ittihad      | Al-Ittihad         | 6                  | 2                  |                    |  |            |                |                |                |  |
|  |                           |                           | Nagoya Grampus            | Nagoya Grampus          | 2                 | 1                      |                        |                        |                        |  |                 |                    |                    |                    |                    |  |            |                |                |                |  |
|  | Gamba Osaka               | Gamba Osaka               | Nagoya Grampus            | Nagoya Grampus          | 2                 | 1                      | 2                      |                        |                        |  |                 |                    |                    |                    |                    |  |            |                |                |                |  |
|  | Gamba Osaka               | Gamba Osaka               |                           |                         |                   |                        |                        |                        |                        |  |                 |                    |                    |                    |                    |  |            |                |                |                |  |
|  | Kawasaki Frontale         | Kawasaki Frontale         | 3                         |                         |                   |                        |                        |                        |                        |  |                 |                    |                    |                    |                    |  |            |                |                |                |  |
|  | Kawasaki Frontale         | Kawasaki Frontale         | 3                         |                         | Kawasaki Frontale | Kawasaki Frontale      | 2                      | 1                      |                        |  |                 |                    |                    |                    |                    |  |            |                |                |                |  |
|  |                           |                           |                           |                         | Kawasaki Frontale | Kawasaki Frontale      | 2                      | 1                      |                        |  |                 |                    |                    |                    |                    |  |            |                |                |                |  |
|  |                           |                           | Nagoya Grampus            | Nagoya Grampus          | 1                 | 3                      |                        |                        |                        |  |                 |                    |                    |                    |                    |  |            |                |                |                |  |
|  | Nagoya Grampus            | Nagoya Grampus            | Nagoya Grampus            | Nagoya Grampus          | 1                 | 3                      | 2                      |                        |                        |  |                 |                    |                    |                    |                    |  |            |                |                |                |  |
|  | Nagoya Grampus            | Nagoya Grampus            |                           |                         |                   |                        |                        |                        |                        |  |                 |                    |                    |                    |                    |  |            |                |                |                |  |
|  | Suwon Samsung Bluewings   | Suwon Samsung Bluewings   | 1                         |                         |                   |                        |                        |                        |                        |  |                 |                    |                    |                    |                    |  |            |                |                |                |  |
|  | Suwon Samsung Bluewings   | Suwon Samsung Bluewings   | 1                         |                         |                   |                        |                        |                        |                        |  |                 |                    |                    |                    |                    |  | Al-Ittihad | Al-Ittihad     | 1              |                |  |
|  |                           |                           |                           |                         |                   |                        |                        |                        |                        |  |                 |                    |                    |                    |                    |  | Al-Ittihad | Al-Ittihad     | 1              |                |  |
|  |                           |                           | Pohang Steelers           | Pohang Steelers         | 2                 |                        |                        |                        |                        |  |                 |                    |                    |                    |                    |  |            |                |                |                |  |
|  | Persépolis                | Persépolis                | Pohang Steelers           | Pohang Steelers         | 2                 | 0                      |                        |                        |                        |  |                 |                    |                    |                    |                    |  |            |                |                |                |  |
|  | Persépolis                | Persépolis                |                           |                         |                   |                        |                        |                        |                        |  |                 |                    |                    |                    |                    |  |            |                |                |                |  |
|  | Bunyodkor                 | Bunyodkor                 | 1                         |                         |                   |                        |                        |                        |                        |  |                 |                    |                    |                    |                    |  |            |                |                |                |  |
|  | Bunyodkor                 | Bunyodkor                 | 1                         |                         | Bunyodkor         | Bunyodkor              | 3                      | 1                      |                        |  |                 |                    |                    |                    |                    |  |            |                |                |                |  |
|  |                           |                           |                           |                         | Bunyodkor         | Bunyodkor              | 3                      | 1                      |                        |  |                 |                    |                    |                    |                    |  |            |                |                |                |  |
|  |                           |                           | Pohang Steelers (t. s.)   | Pohang Steelers (t. s.) | 1                 | 4                      |                        |                        |                        |  |                 |                    |                    |                    |                    |  |            |                |                |                |  |
|  | Pohang Steelers           | Pohang Steelers           | Pohang Steelers (t. s.)   | Pohang Steelers (t. s.) | 1                 | 4                      | 6                      |                        |                        |  |                 |                    |                    |                    |                    |  |            |                |                |                |  |
|  | Pohang Steelers           | Pohang Steelers           |                           |                         |                   |                        |                        |                        |                        |  |                 |                    |                    |                    |                    |  |            |                |                |                |  |
|  | Newcastle Jets            | Newcastle Jets            | 0                         |                         |                   |                        |                        |                        |                        |  |                 |                    |                    |                    |                    |  |            |                |                |                |  |
|  | Newcastle Jets            | Newcastle Jets            | 0                         |                         |                   |                        |                        |                        |                        |  | Pohang Steelers | Pohang Steelers    | 2                  | 2                  |                    |  |            |                |                |                |  |
|  |                           |                           |                           |                         |                   |                        |                        |                        |                        |  | Pohang Steelers | Pohang Steelers    | 2                  | 2                  |                    |  |            |                |                |                |  |
|  |                           |                           | Umm-Salal                 | Umm-Salal               | 0                 | 1                      |                        |                        |                        |  |                 |                    |                    |                    |                    |  |            |                |                |                |  |
|  | Al-Hilal                  | Al-Hilal                  | Umm-Salal                 | Umm-Salal               | 0                 | 1                      | 0 (3)                  |                        |                        |  |                 |                    |                    |                    |                    |  |            |                |                |                |  |
|  | Al-Hilal                  | Al-Hilal                  |                           |                         |                   |                        |                        |                        |                        |  |                 |                    |                    |                    |                    |  |            |                |                |                |  |
|  | Umm-Salal (p)             | Umm-Salal (p)             | 0 (4)                     |                         |                   |                        |                        |                        |                        |  |                 |                    |                    |                    |                    |  |            |                |                |                |  |
|  | Umm-Salal (p)             | Umm-Salal (p)             | 0 (4)                     |                         | Umm-Salal         | Umm-Salal              | 3                      | 1                      |                        |  |                 |                    |                    |                    |                    |  |            |                |                |                |  |
|  |                           |                           |                           |                         | Umm-Salal         | Umm-Salal              | 3                      | 1                      |                        |  |                 |                    |                    |                    |                    |  |            |                |                |                |  |
|  |                           |                           | F. C. Seoul               | F. C. Seoul             | 2                 | 1                      |                        |                        |                        |  |                 |                    |                    |                    |                    |  |            |                |                |                |  |
|  | Kashima Antlers           | Kashima Antlers           | F. C. Seoul               | F. C. Seoul             | 2                 | 1                      | 2 (4)                  |                        |                        |  |                 |                    |                    |                    |                    |  |            |                |                |                |  |
|  | Kashima Antlers           | Kashima Antlers           |                           |                         |                   |                        |                        |                        |                        |  |                 |                    |                    |                    |                    |  |            |                |                |                |  |
|  | F. C. Seoul (p)           | F. C. Seoul (p)           | 2 (5)                     |                         |                   |                        |                        |                        |                        |  |                 |                    |                    |                    |                    |  |            |                |                |                |  |
|  | F. C. Seoul (p)           | F. C. Seoul (p)           | 2 (5)                     |                         |                   |                        |                        |                        |                        |  |                 |                    |                    |                    |                    |  |            |                |                |                |  |
|  |                           |                           |                           |                         |                   |                        |                        |                        |                        |  |                 |                    |                    |                    |                    |  |            |                |                |                |  |

## Campeón
Campeón
F. C. Pohang Steelers
3.er título

## Goleadores
| Rank | Nombre               | Club              | MD1 | MD2 | MD3 | MD4 | MD5 | MD6 | R16 | QF1 | QF2 | SF1 | SF2 | F | Total |
| ---- | -------------------- | ----------------- | --- | --- | --- | --- | --- | --- | --- | --- | --- | --- | --- | - | ----- |
| 1    | Leandro              | Gamba Osaka       | 1   | 3   | 2   | 1   | 1   |     | 2   |     |     |     |     |   | 10    |
| 2    | Prince Tagoe         | Al-Ettifaq        |     |     | 2   | 3   | 2   |     | 1   |     |     |     |     |   | 8     |
| 3    | Denilson             | Pohang Steelers   |     |     |     |     | 3   | 1   | 1   |     | 2   |     |     |   | 7     |
| 4    | Nasser Al-Shamrani   | Al-Shabab         | 1   |     | 1   | 3   | 1   |     |     |     |     |     |     |   | 6     |
| 5    | Mohammed Noor        | Al-Ittihad        |     |     |     |     |     |     |     |     | 1   | 3   |     | 1 | 5     |
| 5    | Yoshizumi Ogawa      | Nagoya Grampus    |     |     |     | 1   | 2   |     | 1   |     | 1   |     |     |   | 5     |
| 5    | Hicham Aboucherouane | Al-Ittihad        | 1   | 1   |     |     | 1   |     | 1   |     | 1   |     |     |   | 5     |
| 5    | Dejan Damjanović     | FC Seoul          |     |     |     |     | 3   | 1   |     |     | 1   |     |     |   | 5     |
| 5    | Renatinho            | Kawasaki Frontale | 1   |     | 1   | 1   | 1   |     | 1   |     |     |     |     |   | 5     |
| 5    | Zaynitdin Tadjiyev   | Pakhtakor         | 1   | 1   | 1   |     | 1   |     | 1   |     |     |     |     |   | 5     |
| 5    | Araújo               | Al-Gharafa        | 1   | 1   |     | 3   |     |     |     |     |     |     |     |   | 5     |